# داني كوكس (لاعب كرة قاعدة)
داني كوكس (بالإنجليزية: Danny Cox)‏ هو لاعب كرة قاعدة أمريكي، ولد في 21 سبتمبر 1959 في نورثامبتون في المملكة المتحدة.

## وصلات خارجية
- داني كوكس على موقع دوري كرة القاعدة الرئيسي (الإنجليزية)
- داني كوكس على موقعبيزبول رفرنس.كوم (الدوري الرئيسي) (الإنجليزية)
- داني كوكس على موقعبيزبول رفرنس.كوم (الدوري الثانوي) (الإنجليزية)
- داني كوكس على موقع إي إس بي إن.كوم (أم.أل.بي) (الإنجليزية)
- داني كوكس على موقع مشجعي الرسوم البيانية (الإنجليزية)